# 캔터베리 대학교
캔터베리 대학교(영어: University of Canterbury, 마오리어 : Te Whare Wānanga o Waitaha, 약칭 : UC)는 뉴질랜드 남섬 크라이스트처치 아일람 지역에 있는 대학교이다.

## 역사
1873년 오타고 대학에 이어 뉴질랜드에서 두 번째 고등 교육 기관으로 설립된다. 1961년 연방 뉴질랜드 대학이 해체되기 전까지 뉴질랜드 유일의 대학이 되었다. 연방 대학 제도의 폐지에 수반하여 뉴질랜드 대학 해체 후 독립적인 대학기관이 된다. 구성 대학으로 캔터버리 농업 학교(현재 링컨대학)을 1961년부터 1990년까지 병설하였다. 1974년까지 크라이스트처치 시내의 건물로 강의를 했지만, 옛 역사적 건축물을 보전하기 위해 아일람 지구로 이전하였다. 1974년까지 사용된 옛 건물은 크라이스트처치 아트 센터로 이용되었고, 현재는 미술품이나 공예품 제작 판매, 예술가의 활동 거점으로 시민과 관광객에게 사랑을 받고 있다.
뉴질랜드 고등 교육 기관 중 유일하게 산림대학을 두어 뉴질랜드 산림 아카데미(New Zealand School of Forestry)가 공학부에 설치되어 있으며, 뉴질랜드의 주요 수출품의 하나인 수목전문가를 양성하고 있다. 창립 130년 이상의 법학 대학원은 국내외에서 높은 평가를 받고 있다. 국제 남극 대학 (IAI) 협력 학교로 남극 연구 프로그램을 담당하고 있다. 2007년 1월에 크라이스트처치 교육 대학(Christchurch College of Education) 통합 교육 학원(교육 학부)로 재편했다.

## 구성
대학 운영과 대학 자치는 학장 외에 각 학부와 법과 대학 교직원, 학생에게 선출되는 대표로 구성된 대학 이사회에 의해 운영된다. 대학 이사회는 대학 이념, 예산 집행, 학술 구성 환경 구축 등 대학 운영에 필요한 정책 제언, 기획, 협상, 의사 결정에 참여한다. 대학 운영의 최고 책임자는 부총장(Vice Chancellor). 총장(Chancellor)은 명예직이며 대학 운영에 직접 관여하는 것은 아니다. 각 학부에서 운영상의 대표자가 선출 부총장 (Pro - Vice Chancellor)으로 이사회에 참석한다. 각 학부의 교육의 대표는 학장 (Dean)의 직함을 갖고 있다. 2009년 학부 편성을 하였다. 2009년 2월, 재계 출신의 로드카 박사가 새로운 학장으로 취임했다.  

## 교수진
현재 아일람에 있는 학교 건물은 약 76 만 m2 부지에 5 개 학부(인문과학, 상학, 경제학, 교육학, 공학, 물리), 법학대학원(법학), 중앙 도서관의 다른 4 개의 전문 도서관, 6 개의 기숙사를 소유하고 있다. 학생수는 16,539명 (대학원생은 1,605명, 유학생은 1,644명 (2008년))이 재학하고 있다. 학생 회관에 극작가 졸업생 나이오 마쉬(Dame Edith Ngaio Marsh)를 기념하여 "나이오 마시 극장"(좌석수 433 석)이 설치되어 있다.

## 조직
- 예술대학

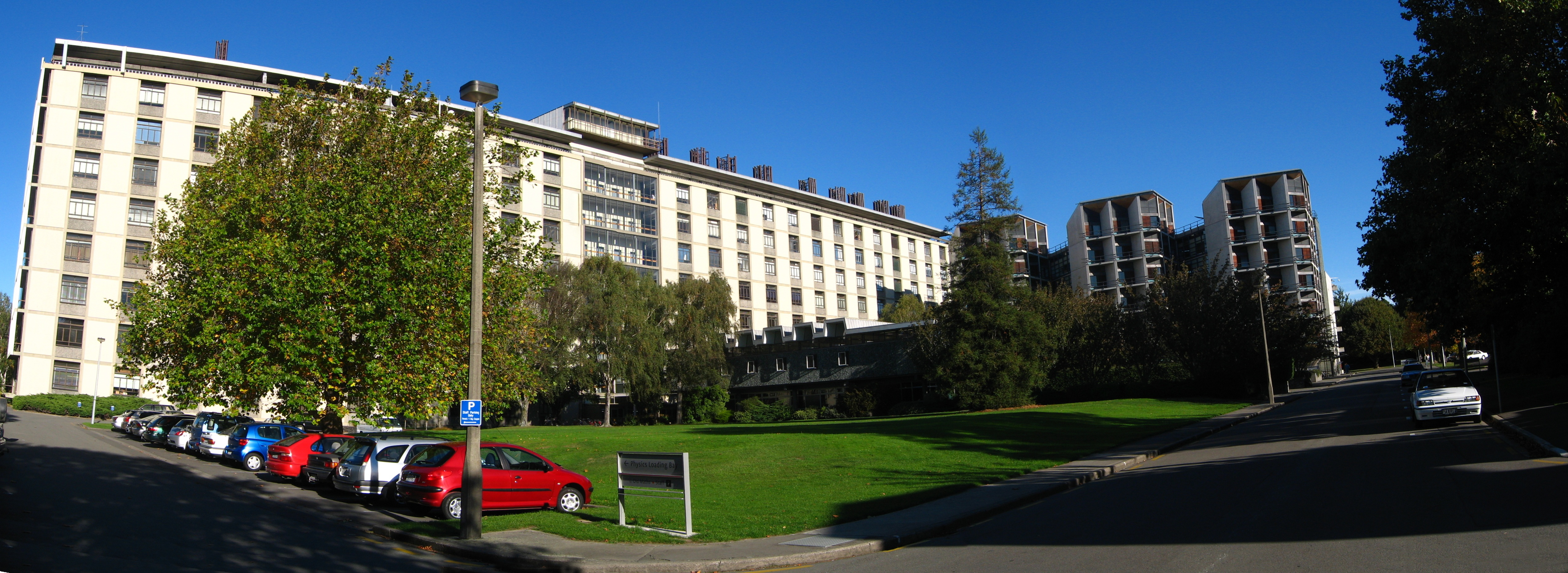
물리학과 건물

  - the School of Humanities
  - the School of Social and Political Sciences
  - the School of Languages, Cultures and Linguistics
  - the Centre for Fine Arts, Music and Theatre and Film Studies
  - the School of Social Work and Human Services
  - the School of Maori and Indigenous Studies
  - the Macmillan Brown Centre for Pacific Studies

- 상경대학
  - the Department of Accounting and Information Systems (ACIS)
  - the Department of Economics and Finance (ECON)
  - the Department of Management (MGMT)
  - the National Centre for Research on Europe (NCRE)
  - the Master of Business Administration (MBA)

- 교육대학
  - the School of Educational Studies and Human Development
  - the School of Maori, Social and Cultural Studies in Education
  - the School of Literacies and Arts in Education
  - the School of Sciences and Physical Education

- 공과대학
  - the Centre for Bioengineering
  - the Department of Chemical and Process Engineering (CAPE)
  - the Department of Civil and Natural Resoueces Engineering
  - the Department of Computer Science and Software Engineering (CSSE)
  - the Department of Electrical and Computer Engineering (ECE)
  - the Mathematics and Statistics Department
  - the Department of Mechanical Engineering
  - the School of Forestry (New Zealand School of Forestry)

- 과학대학
  - the School of Biological Sciences
  - the Department of Chemistry
  - the Department of Communication Disorders
  - the Department of Geography
  - the Department of Geological Sciences
  - the Department of Physics and Astronomy
  - the Department of Psychology
  - the Gateway Antarctica research centre

- 법학대학

## 같이 보기
- 크라이스트처치